# Dicycla olivacea
Dicycla olivacea là một loài bướm đêm trong họ Noctuidae.